# Lijst van wespvlinders
Deze lijst van wespvlinders bevat alle in de wetenschappelijke literatuur beschreven vlindersoorten uit de familie Sesiidae.
- Adixoa alterna (Walker, 1865)
- Adixoa leucocyanea (Zukowsky, 1929)
- Adixoa pyromacula Fischer, 2011
- Adixoa tomentosa Schultze, 1908
- Adixoa trizonata (Hampson, 1900)
- Aegerina allotriochora Zukowsky, 1936
- Aegerina alomyaeformis Zukowsky, 1936
- Aegerina mesostenos Zukowsky, 1936
- Aegerina ovinia (Druce, 1896)
- Aegerina silvai (Köhler, 1953)
- Aegerina vignae Busck, 1929
- Aegerosphecia calliptera Le Cerf, 1916
- Aegerosphecia cyanea Hampson, 1919
- Aegerosphecia fasciata (Walker, 1862)
- Aegerosphecia fulviventris Le Cerf, 1916
- Aegerosphecia fumoptera Kallies & Arita, 2004
- Aegerosphecia myanmarensis Kallies & Arita, 2004
- Aegerosphecia mysolica (Walker, 1865)
- Aenigmina aenea Le Cerf, 1912
- Aenigmina critheis (Druce, 1899)
- Aenigmina latimargo Le Cerf, 1912
- Aenigmina tiresa (Druce, 1899)
- Afrokona aerea Fischer, 2006
- Afromelittia aenescens (Butler, 1896)
- Afromelittia iridisquama (Mabille, 1890)
- Afromelittia natalensis (Butler, 1874)
- Afromelittia occidentalis (Le Cerf, 1917)
- Agriomelissa aethiopica (Le Cerf, 1917)
- Agriomelissa amblyphaea (Hampson, 1919)
- Agriomelissa brevicornis (Aurivillius, 1905)
- Agriomelissa gypsospora Meyrick, 1931
- Agriomelissa malagasy (Viette, 1982)
- Agriomelissa ursipes (Walker, 1856)
- Agriomelissa victrix (Le Cerf, 1916)
- Akaisphecia melanopuncta Gorbunov & Arita, 1995
- Albuna bicaudata Eichlin, 1989
- Albuna fraxini (Edwards, 1881)
- Albuna polybiaformis Eichlin, 1989
- Albuna pyramidalis (Walker, 1856)
- Albuna rufibasilaris Eichlin, 1989
- Alcathoe altera Zukowsky, 1936
- Alcathoe autumnalis Engelhardt, 1946
- Alcathoe carolinensis Engelhardt, 1925
- Alcathoe caudata (Harris, 1839)
- Alcathoe cuauhtemoci Krogmann & Riefenstahl, 2004
- Alcathoe helena (Druce, 1889)
- Alcathoe korites (Druce, 1884)
- Alcathoe leucopyga Bryk, 1953
- Alcathoe melini Bryk, 1953
- Alcathoe pepsioides Engelhardt, 1925
- Alcathoe verrugo (Druce, 1884)
- Alonina difformis Hampson, 1919
- Alonina longipes (Holland, 1893)
- Alonina rygchiiformis Walker, 1856
- Anaudia felderi Wallengren, 1863
- Anthedonella flavida Gorbunov & Arita, 2000
- Anthedonella ignicauda (Hampson, 1919)
- Anthedonella jinghongensis (Yang & Wang, 1989)
- Anthedonella opalizans (Hampson, 1919)
- Anthedonella polyphaga Gorbunov & Arita, 1999
- Anthedonella subtillima (Bryk, 1947)
- Anthedonella theobroma (Bradley, 1957)
- Aschistophleps lampropoda Hampson, 1893
- Aschistophleps longipoda Arita & Gorbunov, 2000
- Aschistophleps metachryseis Hampson, 1895
- Aschistophleps murzini Gorbunov & Arita, 2002
- Aschistophleps xanthocrista Gorbunov & Arita, 1995
- Augangela xanthomias Meyrick, 1932
- Austrosetia semirufa Felder, 1874
- Barbasphecia ares Pühringer & Sáfián, 2011
- Barbasphecia hephaistos Pühringer & Sáfián, 2011
- Bembecia abromeiti Kallies & Riefenstahl, 2000
- Bembecia afghana Bartsch & Špatenka, 2010
- Bembecia alaica (Püngeler, 1912)
- Bembecia albanensis (Rebel, 1918)
- Bembecia aloisi Špatenka, 1997
- Bembecia apyra (Le Cerf, 1937)
- Bembecia auricaudata (Bartel, 1912)
- Bembecia aye Stalling, Altermatt, Lingenhöle & Garrevoet, 2010
- Bembecia balkis (Le Cerf, 1937)
- Bembecia barbara (Bartel, 1912)
- Bembecia bartschi Garrevoet & Lingenhöle, 2011
- Bembecia bestianaeli (Capuse, 1973)
- Bembecia blanka Špatenka, 2001
- Bembecia bohatschi (Püngeler, 1905)
- Bembecia buxea Gorbunov, 1989
- Bembecia ceiformis (Staudinger, 1881)
- Bembecia coreacola (Matsumura, 1931)
- Bembecia damascena Spatenka & Pavlicko, 2011
- Bembecia deserticola Špatenka, Petersen & Kallies, 1997
- Bembecia dispar (Staudinger, 1891)
- Bembecia elena Spatenka & Bartsch, 2010
- Bembecia fibigeri Laštuvka & Laštuvka, 1994
- Bembecia flavida (Oberthür, 1890)
- Bembecia fokidensis Toševski, 1991
- Bembecia fortis Diakonoff, 1968
- Bembecia garrevoeti Lingenhöle & Bartsch, 2011
- Bembecia gegamica Gorbunov, 1991
- Bembecia gobica Špatenka & Lingenhöle, 2002
- Bembecia guesnoni Špatenka & Toševski, 1994
- Bembecia handiensis Rämisch, 1997
- Bembecia hedysari Wang & Yang, 1994
- Bembecia himmighoffeni (Staudinger, 1866)
- Bembecia hissorensis Stalling, Bartsch, Garrevoet, Lingenhöle & Altermatt, 2011
- Bembecia hofmanni Kallies & Špatenka, 2003
- Bembecia hymenopteriformis (Bellier, 1860)
- Bembecia iberica Špatenka, 1992
- Bembecia ichneumoniformis (Denis & Schiffermüller, 1775)
- Bembecia igueri Bettag & Bläsius, 1998
- Bembecia illustris (Rebel, 1901)
- Bembecia insidiosa (Le Cerf, 1911)
- Bembecia irina Špatenka, Petersen & Kallies, 1997
- Bembecia jakuta (Herz, 1903)
- Bembecia joesti Bettag, 1997
- Bembecia kaabaki Gorbunov, 2001
- Bembecia karategina Špatenka, 1997
- Bembecia kaszabi (Capuse, 1973)
- Bembecia kreuzbergi Spatenka & Bartsch, 2010
- Bembecia kryzhanovskii Gorbunov, 2001
- Bembecia lamai Kallies, 1996
- Bembecia lasicera (Hampson, 1906)
- Bembecia lastuvkai Spatenka & Bartsch, 2010
- Bembecia lingenhoelei Garrevoet & Garrevoet, 2011
- Bembecia lomatiaeformis (Lederer, 1853)
- Bembecia magnifica Bartsch & Špatenka, 2010
- Bembecia martensi Gorbunov, 1994
- Bembecia megillaeformis (Hübner, 1808)
- Bembecia molleti Kallies & Špatenka, 2003
- Bembecia montis (Leech, 1889)
- Bembecia ningxiaensis Xu & Liu, 1998
- Bembecia nivalis Špatenka, 2001
- Bembecia oxytropidis Špatenka & Lingenhöle, 2002
- Bembecia pagesi Toševski, 1993
- Bembecia pamira Špatenka, 1992
- Bembecia parthica (Lederer, 1870)
- Bembecia pashtuna Špatenka, 1997
- Bembecia pavicevici Toševski, 1989
- Bembecia peterseni Špatenka, 1997
- Bembecia pogranzona Špatenka, Petersen & Kallies, 1997
- Bembecia polyzona (Püngeler, 1912)
- Bembecia powelli (Le Cerf, 1925)
- Bembecia priesneri Kallies, Petersen & Riefenstahl, 1998
- Bembecia psoraleae Bartsch & Bettag, 1997
- Bembecia puella Laštuvka, 1989
- Bembecia pyronigra Špatenka & Kallies, 2001
- Bembecia rushana Gorbunov, 1992
- Bembecia salangica Špatenka & Reshöft, 1989
- Bembecia sanguinolenta (Lederer, 1853)
- Bembecia sareptana (Bartel, 1912)
- Bembecia scopigera (Scopoli, 1763)
- Bembecia senilis (Grum-Grshimailo, 1890)
- Bembecia sinensis (Hampson, 1919)
- Bembecia sirphiformis (Lucas, 1849)
- Bembecia sophoracola Xu & Jin, 1999
- Bembecia staryi Špatenka & Gorbunov, 1992
- Bembecia stiziformis (Herrich-Schäffer, 1851)
- Bembecia strandi (Kozhantshikov, 1936)
- Bembecia stuebingeri Sobczyk, Kallies & Riefenstahl, 2007
- Bembecia syzcjovi Gorbunov, 1990
- Bembecia tancrei (Püngeler, 1905)
- Bembecia transcaucasica (Staudinger, 1891)
- Bembecia tshatkalensis Spatenka & Kallies, 2006
- Bembecia tshimgana (Sheljuzhko, 1935)
- Bembecia turanica (Erschoff, 1874)
- Bembecia uroceriformis (Treitschke, 1834)
- Bembecia ussuriensis (Gorbunov & Arita, 1995)
- Bembecia vidua (Staudinger, 1889)
- Bembecia viguraea (Püngeler, 1912)
- Bembecia volgensis Gorbunov, 1994
- Bembecia vulcanica (Pinker, 1969)
- Bembecia zebo Špatenka & Gorbunov, 1992
- Bembecia zonsteini Gorbunov, 1994
- Bidentotinthia borneana Arita & Gorbunov, 2003
- Cabomina dracomontana de Freina, 2008
- Cabomina heliostoma (Meyrick, 1926)
- Cabomina monicae de Freina, 2008
- Cabomina tsomoana de Freina, 2011
- Calasesia coccinea (Beutenmüller, 1898)
- Callisphecia bicincta Le Cerf, 1916
- Callisphecia oberthueri Le Cerf, 1916
- Callithia oberthueri Le Cerf, 1916
- Camaegeria auripicta Strand, 1914
- Carmenta aerosa (Zukowsky, 1936)
- Carmenta albicalcarata (Burmeister, 1878)
- Carmenta albociliata (Engelhardt, 1925)
- Carmenta alopecura (Zukowsky, 1937)
- Carmenta andrewsi Eichlin, 1992
- Carmenta angarodes (Meyrick, 1921)
- Carmenta anomaliformis (Walker, 1856)
- Carmenta anthracipennis (Boisduval, 1875)
- Carmenta apache Engelhardt, 1946
- Carmenta arizonae (Beutenmüller, 1898)
- Carmenta armasata (Druce, 1892)
- Carmenta asema (Zukowsky, 1936)
- Carmenta auritincta (Engelhardt, 1925)
- Carmenta aurora (Philippi, 1859)
- Carmenta autremonti (Le Cerf, 1917)
- Carmenta basalis (Walker, 1865)
- Carmenta bassiformis (Walker, 1856)
- Carmenta benoisti (Le Cerf, 1917)
- Carmenta bibio (Le Cerf, 1916)
- Carmenta blaciformis (Walker, 1856)
- Carmenta buprestiformis (Walker, 1856)
- Carmenta ceraca (Druce, 1893)
- Carmenta chromolaenae Eichlin, 2009
- Carmenta chrysomelaena (Le Cerf, 1916)
- Carmenta coccidivora (Duckworth, 1969)
- Carmenta confusa (Butler, 1874)
- Carmenta corni (Edwards, 1881)
- Carmenta crassicornis (Walker, 1865)
- Carmenta cristallina (Le Cerf, 1916)
- Carmenta daturae (Busck, 1920)
- Carmenta deceptura (Butler, 1874)
- Carmenta deipyla (Druce, 1883)
- Carmenta dimorpha (Le Cerf, 1916)
- Carmenta dinetiformis (Walker, 1856)
- Carmenta engelhardti Duckworth & Eichlin, 1973
- Carmenta erici (Eichlin, 1992)
- Carmenta flaschkai Eichlin, 1993
- Carmenta flavostrigata (Le Cerf, 1917)
- Carmenta foraseminis Eichlin, 1995
- Carmenta fulvopyga (Le Cerf, 1911)
- Carmenta germaini (Le Cerf, 1916)
- Carmenta giliae (Edwards, 1881)
- Carmenta guatemalena (Druce, 1883)
- Carmenta guayaba Eichlin, 2003
- Carmenta guyanensis (Le Cerf, 1917)
- Carmenta haematica (Ureta, 1956)
- Carmenta heinrichi (Schade, 1938)
- Carmenta hipsides (Druce, 1889)
- Carmenta infuscata (Le Cerf, 1911)
- Carmenta ischniformis (Walker, 1856)
- Carmenta ithacae (Beutenmüller, 1897)
- Carmenta laeta (Walker, 1856)
- Carmenta laticraspedontis (Zukowsky, 1936)
- Carmenta laurelae Brown, Eichlin & Snow, 1985
- Carmenta leptosoma Eichlin, 2002
- Carmenta lytaea (Druce, 1884)
- Carmenta macropyga (Le Cerf, 1911)
- Carmenta maeonia (Druce, 1889)
- Carmenta manilia (Druce, 1889)
- Carmenta mariona (Beutenmüller, 1900)
- Carmenta mimosa Eichlin & Passoa, 1984
- Carmenta mimuli (Edwards, 1881)
- Carmenta minima (Le Cerf, 1916)
- Carmenta munroei Eichlin, 2003
- Carmenta mydaides (Ureta, 1956)
- Carmenta odda Duckworth & Eichlin, 1977
- Carmenta ogalala Engelhardt, 1946
- Carmenta pallene (Druce, 1889)
- Carmenta panisciformis (Walker, 1856)
- Carmenta panurgiformis (Walker, 1856)
- Carmenta phoradendri Engelhardt, 1946
- Carmenta phyllis (Druce, 1884)
- Carmenta pittheis (Druce, 1899)
- Carmenta plaumanni Eichlin, 2002
- Carmenta plectisciformis (Walker, 1856)
- Carmenta porizoniformis (Walker, 1856)
- Carmenta producta (Walker, 1865)
- Carmenta prosopis (Edwards, 1882)
- Carmenta pyralidiformis (Walker, 1856)
- Carmenta pyrosoma (Meyrick, 1918)
- Carmenta querci (Edwards, 1882)
- Carmenta rubricincta (Beutenmüller, 1909)
- Carmenta ruficaudis (Walker, 1865)
- Carmenta splendens Eichlin, 2002
- Carmenta subaerea (Edwards, 1883)
- Carmenta suffusata Engelhardt, 1946
- Carmenta surinamensis (Möschler, 1878)
- Carmenta tecta (Edwards, 1882)
- Carmenta teleta (Le Cerf, 1916)
- Carmenta texana (Edwards, 1881)
- Carmenta theobromae (Busck, 1910)
- Carmenta tildeni Eichlin, 1995
- Carmenta tucumana (Le Cerf, 1911)
- Carmenta unicolor (Walker, 1865)
- Carmenta verecunda (Edwards, 1881)
- Carmenta votaria (Meyrick, 1921)
- Carmenta wagneri (Le Cerf, 1911)
- Carmenta welchelorum Duckworth & Eichlin, 1977
- Carmenta wellerae Duckworth & Eichlin, 1976
- Carmenta whitelyi (Druce, 1899)
- Carmenta wielgusi Eichlin, 1987
- Carmenta xanthomelanina (Zukowsky, 1936)
- Carmenta xanthoneura (Zukowsky, 1936)
- Caudicornia aurantia (Hampson, 1919)
- Caudicornia flava (Xu & Liu, 1992)
- Caudicornia flavicincta (Hampson, 1919)
- Caudicornia tonkinensis Kallies & Arita, 2001
- Caudicornia xanthopimpla Bryk, 1947
- Cephalomelittia tabaniformis Gorbunov & Arita, 1995
- Ceratocorema antiphanopa (Meyrick, 1927)
- Ceratocorema cymbalistis (Meyrick, 1926)
- Ceratocorema hyalinum Kallies & Arita, 2001
- Ceratocorema mesatma (Meyrick, 1926)
- Ceratocorema postcristatum Hampson, 1893
- Ceratocorema semihyalinum (Hampson, 1919)
- Ceratocorema yoshiyasui Kallies & Arita, 2001
- Ceritrypetes idiotropha Bradley, 1956
- Chamaesphecia (Chamaesphecia) adelpha Le Cerf, 1938
- Chamaesphecia (Chamaesphecia) amygdaloidis Schleppnik, 1933
- Chamaesphecia (Chamaesphecia) anthracias Le Cerf, 1937
- Chamaesphecia (Chamaesphecia) anthraciformis (Rambur, 1832)
- Chamaesphecia (Chamaesphecia) astatiformis (Herrich-Schäffer, 1846)
- Chamaesphecia (Chamaesphecia) bibioniformis (Esper, 1800)
- Chamaesphecia (Chamaesphecia) cilicia Bartsch & Lingenhöle, 2011
- Chamaesphecia (Chamaesphecia) crassicornis Bartel, 1912
- Chamaesphecia (Chamaesphecia) cyanopasta (Hampson, 1910)
- Chamaesphecia (Chamaesphecia) darvazica Gorbunov, 2001
- Chamaesphecia (Chamaesphecia) emba Gorbunov, 2001
- Chamaesphecia (Chamaesphecia) empiformis (Esper, 1783)
- Chamaesphecia (Chamaesphecia) euceraeformis (Ochsenheimer, 1816)
- Chamaesphecia (Chamaesphecia) guriensis (Emich von Emöke, 1872)
- Chamaesphecia (Chamaesphecia) hungarica (Tomala, 1901)
- Chamaesphecia (Chamaesphecia) iranica Le Cerf, 1937
- Chamaesphecia (Chamaesphecia) kautti Špatenka, 1997
- Chamaesphecia (Chamaesphecia) keili Kallies & Špatenka, 2003
- Chamaesphecia (Chamaesphecia) kistenjovi Gorbunov, 1991
- Chamaesphecia (Chamaesphecia) leucocnemis Le Cerf, 1938
- Chamaesphecia (Chamaesphecia) leucopsiformis (Esper, 1800)
- Chamaesphecia (Chamaesphecia) mezentzevi Gorbunov, 1989
- Chamaesphecia (Chamaesphecia) murzini Gorbunov, 2001
- Chamaesphecia (Chamaesphecia) mutilata (Staudinger, 1887)
- Chamaesphecia (Chamaesphecia) nigrifrons (Le Cerf, 1911)
- Chamaesphecia (Chamaesphecia) palustris Kautz, 1927
- Chamaesphecia (Chamaesphecia) schizoceriformis (Kolenati, 1846)
- Chamaesphecia (Chamaesphecia) schroederi Toševski, 1993
- Chamaesphecia (Chamaesphecia) sogdianica Špatenka, 1987
- Chamaesphecia (Chamaesphecia) taurica Špatenka, 1997
- Chamaesphecia (Chamaesphecia) tenthrediniformis (Denis & Schiffermüller, 1775)
- Chamaesphecia (Chamaesphecia) thomyris Le Cerf, 1938
- Chamaesphecia (Chamaesphecia) turbida Le Cerf, 1937
- Chamaesphecia (Chamaesphecia) uilica Gorbunov, 2001
- Chamaesphecia (Scopulosphecia) aerifrons (Zeller, 1847)
- Chamaesphecia (Scopulosphecia) albida Špatenka, 1999
- Chamaesphecia (Scopulosphecia) albiventris (Lederer, 1853)
- Chamaesphecia (Scopulosphecia) alysoniformis (Herrich-Schäffer, 1846)
- Chamaesphecia (Scopulosphecia) anatolica Schwingenschuss, 1938
- Chamaesphecia (Scopulosphecia) annellata (Zeller, 1847)
- Chamaesphecia (Scopulosphecia) aurifera (Romanoff, 1885)
- Chamaesphecia (Scopulosphecia) azonos (Lederer, 1855)
- Chamaesphecia (Scopulosphecia) barada Spatenka & Pavlicko, 2011
- Chamaesphecia (Scopulosphecia) blandita Gorbunov & Špatenka, 2001
- Chamaesphecia (Scopulosphecia) chalciformis (Esper, 1804)
- Chamaesphecia (Scopulosphecia) christophi Gorbunov & Špatenka, 2001
- Chamaesphecia (Scopulosphecia) chrysoneura Püngeler, 1912
- Chamaesphecia (Scopulosphecia) diabarensis Gorbunov, 1987
- Chamaesphecia (Scopulosphecia) doleriformis (Herrich-Schäffer, 1846)
- Chamaesphecia (Scopulosphecia) doryceraeformis (Lederer, 1853)
- Chamaesphecia (Scopulosphecia) dumonti Le Cerf, 1922
- Chamaesphecia (Scopulosphecia) elampiformis (Herrich-Schäffer, 1851)
- Chamaesphecia (Scopulosphecia) ferganae Sheljuzhko, 1924
- Chamaesphecia (Scopulosphecia) festai Turati, 1925
- Chamaesphecia (Scopulosphecia) fredi Le Cerf, 1938
- Chamaesphecia (Scopulosphecia) gorbunovi Špatenka, 1992
- Chamaesphecia (Scopulosphecia) guenter Herrmann & Hofmann, 1997
- Chamaesphecia (Scopulosphecia) haberhaueri (Staudinger, 1879)
- Chamaesphecia (Scopulosphecia) inexpectata (Le Cerf, 1938)
- Chamaesphecia (Scopulosphecia) infernalis Sheljuzhko, 1935
- Chamaesphecia (Scopulosphecia) jitkae Špatenka, 1987
- Chamaesphecia (Scopulosphecia) leucoparea (Lederer, 1872)
- Chamaesphecia (Scopulosphecia) margiana Püngeler, 1912
- Chamaesphecia (Scopulosphecia) masariformis (Ochsenheimer, 1808)
- Chamaesphecia (Scopulosphecia) maurusia Püngeler, 1912
- Chamaesphecia (Scopulosphecia) minoica Bartsch & Pühringer, 2005
- Chamaesphecia (Scopulosphecia) minor (Staudinger, 1856)
- Chamaesphecia (Scopulosphecia) mirza Le Cerf, 1938
- Chamaesphecia (Scopulosphecia) morosa Le Cerf, 1937
- Chamaesphecia (Scopulosphecia) mudjahida Špatenka, 1997
- Chamaesphecia (Scopulosphecia) mysiniformis (Boisduval, 1840)
- Chamaesphecia (Scopulosphecia) obraztsovi Sheljuzhko, 1943
- Chamaesphecia (Scopulosphecia) ophimontana Gorbunov, 1991
- Chamaesphecia (Scopulosphecia) osmiaeformis (Herrich-Schäffer, 1848)
- Chamaesphecia (Scopulosphecia) oxybeliformis (Herrich-Schäffer, 1846)
- Chamaesphecia (Scopulosphecia) pechi (Staudinger, 1887)
- Chamaesphecia (Scopulosphecia) proximata (Staudinger, 1891)
- Chamaesphecia (Scopulosphecia) purpurea Spatenka & Kallies, 2006
- Chamaesphecia (Scopulosphecia) ramburi (Staudinger, 1866)
- Chamaesphecia (Scopulosphecia) regula (Staudinger, 1891)
- Chamaesphecia (Scopulosphecia) ruficoronata Kallies, Petersen & Riefenstahl, 1998
- Chamaesphecia (Scopulosphecia) schmidtiiformis (Freyer, 1836)
- Chamaesphecia (Scopulosphecia) schwingenschussi (Le Cerf, 1937)
- Chamaesphecia (Scopulosphecia) sefid Le Cerf, 1938
- Chamaesphecia (Scopulosphecia) sertavulensis Gorbunov & Špatenka, 2001
- Chamaesphecia (Scopulosphecia) staudingeri (Failla-Tedaldi, 1890)
- Chamaesphecia (Scopulosphecia) tahira Kallies & Petersen, 1995
- Chamaesphecia (Scopulosphecia) thracica Laštuvka, 1983
- Chamaesphecia (Scopulosphecia) weidenhofferi Špatenka, 1997
- Chamaesphecia (Scopulosphecia) xantho Le Cerf, 1937
- Chamaesphecia (Scopulosphecia) xanthosticta (Hampson, 1893)
- Chamaesphecia (Scopulosphecia) xanthotrigona Bartsch & Kallies, 2008
- Chamaesphecia (Scopulosphecia) zarathustra Gorbunov & Špatenka, 1992
- Chamaesphecia (Scopulosphecia) zimmermannii (Lederer, 1872)
- Chamaesphecia andrianony Viette, 1982
- Chamaesphecia atramentaria Zukowsky, 1950
- Chamaesphecia aurata (Edwards, 1881)
- Chamaesphecia borsanii Köhler, 1953
- Chamaesphecia breyeri Köhler, 1941
- Chamaesphecia clathrata Le Cerf, 1917
- Chamaesphecia lemur Le Cerf, 1957
- Chamaesphecia penthetria Zukowsky, 1936
- Chamaesphecia pluto Zukowsky, 1936
- Chamaesphecia seyrigi Le Cerf, 1957
- Chamaesphecia tritonias Hampson, 1919
- Chamanthedon albicincta Hampson, 1919
- Chamanthedon amorpha Hampson, 1919
- Chamanthedon aurantiibasis (Rothschild, 1911)
- Chamanthedon aurigera (Bryk, 1947)
- Chamanthedon bicincta Arita & Gorbunov, 2000
- Chamanthedon brillians (Beutenmüller, 1899)
- Chamanthedon chalypsa Hampson, 1919
- Chamanthedon chrysopasta Hampson, 1919
- Chamanthedon chrysostetha (Diakonoff, 1968)
- Chamanthedon elymais (Druce, 1899)
- Chamanthedon flavipes (Hampson, 1893)
- Chamanthedon fulvipes (Hampson, 1910)
- Chamanthedon gaudens (Rothschild, 1911)
- Chamanthedon hilariformis (Walker, 1856)
- Chamanthedon hypochroma Le Cerf, 1916
- Chamanthedon leucocera Hampson, 1919
- Chamanthedon leucopleura Hampson, 1919
- Chamanthedon melanoptera Le Cerf, 1927
- Chamanthedon ochracea (Walker, 1865)
- Chamanthedon quinquecincta (Hampson, 1893)
- Chamanthedon striata Gaede, 1929
- Chamanthedon suisharyonis (Strand, 1917)
- Chamanthedon tapeina Hampson, 1919
- Chamanthedon tropica (Beutenmüller, 1899)
- Chamanthedon xanthopasta Hampson, 1919
- Chamanthedon xanthopleura Le Cerf, 1916
- Chimaerosphecia aegerides Strand, 1916
- Chimaerosphecia colochelyna Bryk, 1947
- Chimaerosphecia sinensis (Walker, 1865)
- Cissuvora ampelopsis (Engelhardt, 1946)
- Cissuvora sinensis Wang & Yang, 2002
- Clavisphecia chrysoptera (Hampson, 1919)
- Clavisphecia pugnax (Meyrick, 1926)
- Conopsia bicolor (Le Cerf, 1917)
- Conopsia flavimacula Kallies, 2000
- Conopsia lambornella (Durrant, 1914)
- Conopsia phoenosoma (Meyrick, 1930)
- Conopsia terminiflava Strand, 1913
- Conopyga metallescens Felder, 1861
- Corematosetia minuta Kallies & Arita, 2006
- Corematosetia naumanni Kallies & Arita, 2001
- Crinipus leucozonipus Hampson, 1896
- Crinipus marisa (Druce, 1899)
- Crinipus pictipes (Hampson, 1919)
- Crinipus vassei (Le Cerf, 1917)
- Cyanophlebia mandarina Arita & Gorbunov, 2001
- Cyanosesia borneensis Kallies, 2003
- Cyanosesia cyanolampra (Diakonoff, 1968)
- Cyanosesia cyanosa Kallies & Arita, 2004
- Cyanosesia formosana Arita & Gorbunov, 2002
- Cyanosesia hypochalcia (Hampson, 1919)
- Cyanosesia javana Gorbunov & Kallies, 1998
- Cyanosesia litseavora Kallies & Arita, 2004
- Cyanosesia meyi Kallies & Arita, 1998
- Cyanosesia ormosiae Kallies, 2011
- Cyanosesia pelocroca (Diakonoff, 1968)
- Cyanosesia philippina Gorbunov & Kallies, 1998
- Cyanosesia tonkinensis Gorbunov & Arita, 1995
- Cyanosesia treadawayi Kallies & Arita, 1998
- Cyanosesia vietnamica Gorbunov & Arita, 1995
- Dasysphecia bombyliformis (Rothschild, 1911)
- Dasysphecia bombylina Arita & Kallies, 2005
- Dasysphecia ursina Kallies & Arita, 2005
- Desmopoda bombiformis Felder, 1874
- Diapyra igniflua (Lucas, 1894)
- Dipchasphecia altaica Gorbunov, 1991
- Dipchasphecia consobrina (Le Cerf, 1938)
- Dipchasphecia intermedia Špatenka, 1997
- Dipchasphecia iskander Gorbunov, 1994
- Dipchasphecia kashgarensis Špatenka & Kallies, 2001
- Dipchasphecia kopica Gorbunov & Špatenka, 2001
- Dipchasphecia krocha Gorbunov, 1991
- Dipchasphecia kurdaica Špatenka, Petersen & Kallies, 1997
- Dipchasphecia lanipes (Lederer, 1863)
- Dipchasphecia ljusiae Gorbunov, 1991
- Dipchasphecia naumanni Gorbunov, 1991
- Dipchasphecia nigra Gorbunov, 1991
- Dipchasphecia pudorina (Staudinger, 1881)
- Dipchasphecia rhodocnemis Gorbunov, 1991
- Dipchasphecia roseiventris (Bartel, 1912)
- Dipchasphecia sertavula Bartsch & Špatenka, 2002
- Dipchasphecia turkmena Gorbunov, 1994
- Echidgnathia khomasana de Freina, 2011
- Echidgnathia vitrifasciata (Hampson, 1910)
- Entrichella constricta (Butler, 1878)
- Entrichella erythranches (Meyrick, 1926)
- Entrichella esakii (Yano, 1960)
- Entrichella fusca (Xu & Liu, 1992)
- Entrichella gorapani (Arita & Gorbunov, 1995)
- Entrichella hreblayi Petersen, 2001
- Entrichella issikii (Yano, 1960)
- Entrichella leiaeformis (Walker, 1856)
- Entrichella linozona (Meyrick, 1926)
- Entrichella meilinensis (Xu & Liu, 1993)
- Entrichella pogonias Bryk, 1947
- Entrichella simifusca (Xu & Liu, 1993)
- Entrichella tricolor Kallies & Arita, 2001
- Entrichella trifasciata (Yano, 1960)
- Entrichella yakushimaensis (Arita, 1993)
- Episannina albifrons (Hampson, 1910)
- Episannina chalybea Aurivillius, 1905
- Episannina flavicincta Hampson, 1919
- Episannina lodimana (Strand, 1918)
- Episannina modesta (Le Cerf, 1916)
- Episannina perlucida (Le Cerf, 1911)
- Episannina zygaenura Meyrick, 1933
- Erismatica erythropis Meyrick, 1933
- Euhagena emphytiformis (Walker, 1856)
- Euhagena leucozona (Hampson, 1919)
- Euhagena nebraskae Edwards, 1881
- Euhagena palariformis palariformis (Lederer, 1858
- Euhagena variegata (Walker, 1865)
- Euryphrissa cambyses (Druce, 1884)
- Euryphrissa chea (Druce, 1899)
- Euryphrissa cladiiformis (Walker, 1856)
- Euryphrissa croesiformis (Walker, 1856)
- Euryphrissa fasciculipes (Walker, 1865)
- Euryphrissa homotropha (Meyrick, 1921)
- Euryphrissa infera (Meyrick, 1921)
- Euryphrissa plumipes (Walker, 1865)
- Euryphrissa pomponia (Le Cerf, 1911)
- Euryphrissa remipes (Butler, 1874)
- Euryphrissa senta (Druce, 1883)
- Euryphrissa syngenica Zukowsky, 1936
- Eusphecia melanocephala (Dalman, 1816)
- Eusphecia pimplaeformis (Oberthür, 1872)
- Gasterostena funebris Kallies & Arita, 2006
- Gasterostena ikedai Arita & Gorbunov, 2003
- Gasterostena rubricincta Kallies & Arita, 2006
- Gasterostena vietnamica Arita & Gorbunov, 2003
- Glossosphecia contaminata (Butler, 1878)
- Glossosphecia huoshanensis (Xu, 1993)
- Glossosphecia melli (Zukowsky, 1929)
- Glossosphecia romanovi (Leech, 1889)
- Glossosphecia sherpa (Bartsch, 2003)
- Grypopalpia iridescens Hampson, 1919
- Grypopalpia uranopla (Meyrick, 1934)
- Gymnosophistis thyrsodoxa Meyrick, 1934
- Heterosphecia bantanakai (Arita & Gorbunov, 2000)
- Heterosphecia hyaloptera (Hampson, 1919)
- Heterosphecia indica Kallies, 2003
- Heterosphecia melissoides (Hampson, 1893)
- Heterosphecia robinsoni Kallies, 2003
- Heterosphecia soljanikovi (Gorbunov, 1988)
- Heterosphecia tawonoides Kallies, 2003
- Homogyna alluaudi Le Cerf, 1911
- Homogyna bartschi de Freina, 2011
- Homogyna endopyra (Hampson, 1910)
- Homogyna ignivittata Hampson, 1919
- Homogyna pygmaea (Rebel, 1899)
- Homogyna pythes (Druce, 1899)
- Homogyna sanguicosta Hampson, 1919
- Homogyna sanguipennis (Meyrick, 1926)
- Homogyna spadicicorpus Prout, 1919
- Homogyna xanthophora (Hampson, 1910)
- Hovaesia donckieri (Le Cerf, 1912)
- Hymenoclea palmii (Beutenmüller, 1902)
- Hymenosphecia albomaculata Le Cerf, 1917
- Ichneumenoptera auripes (Hampson, 1893)
- Ichneumenoptera caudata Gorbunov & Arita, 1995
- Ichneumenoptera chrysophanes (Meyrick, 1887)
- Ichneumenoptera commoni (Duckworth & Eichlin, 1974)
- Ichneumenoptera daidai Gorbunov & Arita, 2000
- Ichneumenoptera duporti (Le Cerf, 1927)
- Ichneumenoptera punicea Gorbunov & Arita, 2000
- Ichneumenoptera vietnamica Gorbunov & Arita, 1995
- Ichneumenoptera xanthogyna (Hampson, 1919)
- Ichneumonella hyaloptera Gorbunov & Arita, 2005
- Ichneumonella viridiflava Gorbunov & Arita, 2005
- Isocylindra melitosoma Meyrick, 1930
- Isothamnis prisciformis (Meyrick, 1935)
- Kantipuria lyu Gorbunov & Arita, 1999
- Kemneriella malaiseorum Bryk, 1947
- Lamellisphecia champaensis Kallies & Arita, 2004
- Lamellisphecia haematinea Kallies & Arita, 2004
- Lamellisphecia sumatrana Fischer, 2005
- Lamellisphecia wiangensis Kallies & Arita, 2004
- Lamellisphecia xerampelina Kallies, 2011
- Lenyra ashtaroth (Westwood, 1848)
- Lenyrhova heckmanniae (Aurivillius, 1909)
- Lepidopoda andrepiclera Hampson, 1910
- Lepidopoda heterogyna Hampson, 1900
- Lepidopoda lutescens Diakonoff, 1968
- Lepidopoda sylphina Hampson, 1919
- Leptaegeria axiomnemoneuta Zukowsky, 1936
- Leptaegeria cillutincariensis Zukowsky, 1936
- Leptaegeria costalimai Köhler, 1953
- Leptaegeria flavocastanea Le Cerf, 1916
- Leptaegeria harti (Druce, 1899)
- Leptaegeria schreiteri Köhler, 1941
- Leuthneria ruficincta (Felder, 1874)
- Lophoceps abdominalis Hampson, 1919
- Lophoceps alenicola (Strand, 1913)
- Lophoceps cyaniris Hampson, 1919
- Lophoceps quinquepuncta Hampson, 1919
- Lophoceps tetrazona Hampson, 1919
- Lophocnema eusphyra Turner, 1917
- Macroscelesia aritai Kallies & Garrevoet, 2001
- Macroscelesia diaphana Gorbunov & Arita, 1995
- Macroscelesia elaea (Hampson, 1919)
- Macroscelesia formosana Arita & Gorbunov, 2002
- Macroscelesia japona (Hampson, 1919)
- Macroscelesia longipes (Moore, 1877)
- Macroscelesia owadai Arita & Gorbunov, 2000
- Macroscelesia sapaensis Kallies & Arita, 2004
- Macroscelesia vietnamica Arita & Gorbunov, 2000
- Macrotarsipus africanus (Beutenmüller, 1899)
- Macrotarsipus albipunctus Hampson, 1893
- Macrotarsipus lioscelis Meyrick, 1935
- Macrotarsipus microthyris Hampson, 1919
- Macrotarsipus similis Arita & Gorbunov, 1995
- Madasphecia griveaudi (Viette, 1982)
- Madasphecia puera (Viette, 1957)
- Malgassesia ankaratralis Viette, 1957
- Malgassesia biedermanni Viette, 1982
- Malgassesia milloti Viette, 1982
- Malgassesia pauliani Viette, 1955
- Malgassesia rufescens Le Cerf, 1922
- Malgassesia rufithorax (Le Cerf, 1922)
- Malgassesia seyrigi Viette, 1955
- Megalosphecia callosoma Hampson, 1919
- Megalosphecia gigantipes Le Cerf, 1916
- Melanosphecia atra Le Cerf, 1916
- Melanosphecia auricollis (Rothschild, 1912)
- Melanosphecia dohertyi Hampson, 1919
- Melanosphecia funebris (Rothschild, 1911)
- Melisophista geraropa Meyrick, 1927
- Melittia abyssiniensis Hampson, 1919
- Melittia acosmetes Hampson, 1919
- Melittia afonini Gorbunov & Arita, 1999
- Melittia amboinensis Felder, 1861
- Melittia arcangelii Giacomelli, 1911
- Melittia astarte (Westwood, 1848)
- Melittia aureosquamata (Wallengren, 1863)
- Melittia auriplumia Hampson, 1910
- Melittia aurociliata (Aurivillius, 1879)
- Melittia azrael Le Cerf, 1914
- Melittia bella Arita & Gorbunov, 1996
- Melittia bergii Edwards, 1883
- Melittia binghamii Niceville, 1900
- Melittia boulleti Le Cerf, 1917
- Melittia brabanti Le Cerf, 1917
- Melittia burmana Le Cerf, 1916
- Melittia butleri Druce, 1883
- Melittia calabaza Duckworth & Eichlin, 1973
- Melittia callosoma Hampson, 1919
- Melittia celebica Le Cerf, 1916
- Melittia chalciformis (Fabricius, 1793)
- Melittia chalconota Hampson, 1910
- Melittia chalybescens Miskin, 1892
- Melittia chimana Le Cerf, 1916
- Melittia chrysobapta Hampson, 1919
- Melittia chrysogaster Walker, 1865
- Melittia combusta (Le Cerf, 1916)
- Melittia congoana Le Cerf, 1916
- Melittia congruens Swinhoe, 1890
- Melittia cristata Arita & Gorbunov, 2002
- Melittia cucphuongae Arita & Gorbunov, 2000
- Melittia cucurbitae (Harris, 1828)
- Melittia cyaneifera Walker, 1856
- Melittia dichroipus Hampson, 1919
- Melittia distincta Le Cerf, 1916
- Melittia distinctoides Arita & Gorbunov, 2000
- Melittia doddi Le Cerf, 1916
- Melittia ectothyris Hampson, 1919
- Melittia eichlini Friedlander, 1986
- Melittia endoxantha Hampson, 1919
- Melittia erythrina Diakonoff, 1954
- Melittia eurytion (Westwood, 1848)
- Melittia faulkneri Eichlin, 1992
- Melittia ferroptera Kallies & Arita, 1998
- Melittia flaviventris Hampson, 1919
- Melittia formosana Matsumura, 1911
- Melittia fulvipes Kallies & Arita, 2004
- Melittia funesta Le Cerf, 1917
- Melittia gephyra Gaede, 1933
- Melittia gigantea Moore, 1879
- Melittia gilberti Eichlin, 1992
- Melittia gloriosa Edwards, 1880
- Melittia gorochovi Gorbunov, 1988
- Melittia grandis (Strecker, 1881)
- Melittia haematopis Fawcett, 1916
- Melittia hampsoni Beutenmüller, 1894
- Melittia hervei Le Cerf, 1917
- Melittia houlberti Le Cerf, 1917
- Melittia hyaloxantha Meyrick, 1928
- Melittia imperator Rothschild, 1911
- Melittia indica Butler, 1874
- Melittia inouei Arita & Yata, 1987
- Melittia javana Le Cerf, 1916
- Melittia josepha Le Cerf, 1916
- Melittia khmer Le Cerf, 1917
- Melittia kulluana Moore, 1888
- Melittia laboissierei Le Cerf, 1917
- Melittia lagopus Boisduval, 1875
- Melittia laniremis (Wallengren, 1859)
- Melittia latimargo Butler, 1874
- Melittia lentistriata Hampson, 1919
- Melittia leucogaster Hampson, 1919
- Melittia louisa Le Cerf, 1916
- Melittia luzonica Gorbunov & Arita, 1996
- Melittia madureae Le Cerf, 1916
- Melittia magnifica Beutenmüller, 1900
- Melittia meeki Le Cerf, 1916
- Melittia moluccaensis Hampson, 1919
- Melittia moni de Freina, 2007
- Melittia necopina Kallies & Arita, 2004
- Melittia nepalensis Gorbunov & Arita, 1999
- Melittia nepcha Moore, 1879
- Melittia newara Moore, 1879
- Melittia nigra (Le Cerf, 1917)
- Melittia nilgiriensis Gorbunov & Arita, 1999
- Melittia notabilis Swinhoe, 1890
- Melittia oberthueri Le Cerf, 1916
- Melittia oedipus Oberthür, 1878
- Melittia pauper Le Cerf, 1916
- Melittia pellecta Swinhoe, 1890
- Melittia phorcus (Westwood, 1848)
- Melittia pijiae Arita & Kallies, 2000
- Melittia powelli Le Cerf, 1917
- Melittia propria Kallies & Arita, 2003
- Melittia proxima Le Cerf, 1917
- Melittia pulchripes Walker, 1856
- Melittia pyropis Hampson, 1919
- Melittia romieuxi Gorbunov & Arita, 1996
- Melittia rufescens (Le Cerf, 1916)
- Melittia rufodorsa Hampson, 1910
- Melittia rugia Druce, 1910
- Melittia rutilipes Walker, 1865
- Melittia sangaica Moore, 1877
- Melittia scoliiformis Schade, 1938
- Melittia senohi Arita & Gorbunov, 2000
- Melittia siamica Walker, 1865
- Melittia simonyi Rebel, 1899
- Melittia smithi Druce, 1889
- Melittia snowii Edwards, 1882
- Melittia staudingeri Boisduval, 1875
- Melittia strigipennis Walker, 1865
- Melittia sukothai Arita & Gorbunov, 1996
- Melittia sulphureopyga Le Cerf, 1916
- Melittia sumatrana Le Cerf, 1916
- Melittia superba Rothschild, 1909
- Melittia suzukii Gorbunov & Arita, 1999
- Melittia tabanus Le Cerf, 1916
- Melittia taiwanensis Arita & Gorbunov, 2002
- Melittia tayuyana Bruch, 1941
- Melittia tibialis (Drury, 1773)
- Melittia tigripes Diakonoff, 1954
- Melittia uenoi Arita & Gorbunov, 2000
- Melittia umbrosa Zukowsky, 1936
- Melittia usambara Le Cerf, 1917
- Melittia volatilis Swinhoe, 1890
- Melittia xanthodes Diakonoff, 1954
- Melittia xanthogaster Hampson, 1919
- Melittia xanthopus Le Cerf, 1916
- Melittosesia flavitarsa Bartsch, 2009
- Metasphecia vuilleti Le Cerf, 1917
- Micrecia methyalina Hampson, 1919
- Microsphecia brosiformis (Hübner, 1808)
- Microsphecia tineiformis (Esper, 1789)
- Microsynanthedon ambrensis Viette, 1955
- Microsynanthedon setodiformis (Mabille, 1891)
- Microsynanthedon tanala Minet, 1976
- Mimocrypta hampsoni (Butler, 1902)
- Monopetalotaxis candescens (Felder, 1874)
- Monopetalotaxis chalciphora Hampson, 1919
- Monopetalotaxis doleriformis (Walker, 1856)
- Monopetalotaxis luteopunctata de Freina, 2011
- Monopetalotaxis pyrocraspis (Hampson, 1910)
- Negotinthia hoplisiformis (Mann, 1864)
- Negotinthia myrmosaeformis (Herrich-Schäffer, 1846)
- Noctusphecia puchneri de Freina, 2011
- Nokona (Aritasesia) pernix (Leech, 1889)
- Nokona (Aritasesia) rubra Arita & Toševski, 1992
- Nokona (Nokona) acaudata Arita & Gorbunov, 2001
- Nokona (Nokona) aurivena (Bryk, 1947)
- Nokona (Nokona) bicincta (Walker, 1865)
- Nokona (Nokona) carulifera (Hampson, 1919)
- Nokona (Nokona) chinensis (Leech, 1889)
- Nokona (Nokona) christineae Fischer, 2003
- Nokona (Nokona) chrysoidea (Zukowsky, 1932)
- Nokona (Nokona) coracodes (Turner, 1922)
- Nokona (Nokona) coreana Toševski & Arita, 1993
- Nokona (Nokona) davidi (Le Cerf, 1917)
- Nokona (Nokona) feralis (Leech, 1889)
- Nokona (Nokona) formosana Arita & Gorbunov, 2001
- Nokona (Nokona) heterodesma (Diakonoff, 1968)
- Nokona (Nokona) inexpectata Arita & Gorbunov, 2001
- Nokona (Nokona) iridina (Bryk, 1947)
- Nokona (Nokona) nigra Arita, Kimura & Owada, 2009
- Nokona (Nokona) palawana Kallies & Arita, 1998
- Nokona (Nokona) pilamicola (Strand, 1916)
- Nokona (Nokona) pompilus (Bryk, 1947)
- Nokona (Nokona) powondrae (Dalla Torre, 1925)
- Nokona (Nokona) purpurea (Yano, 1965)
- Nokona (Nokona) regalis (Butler, 1878)
- Nokona (Nokona) semidiaphana (Zukowsky, 1929)
- Nokona (Nokona) sikkima (Moore, 1879)
- Nokona (Nokona) stroehlei Fischer, 2002
- Nyctaegeria nobilis (Druce, 1910)
- Oligophlebia amalleuta Meyrick, 1910
- Oligophlebia cristata Le Cerf, 1916
- Oligophlebia episcopopa (Meyrick, 1926)
- Oligophlebia micra (Gorbunov, 1988)
- Oligophlebia nigralba Hampson, 1893
- Oligophlebia subapicalis Hampson, 1919
- Oligophlebia ulmi (Yang & Wang, 1989)
- Osminia albipilosa Eichlin, 1998
- Osminia bicornicolis Duckworth & Eichlin, 1983
- Osminia colimaensis Duckworth & Eichlin, 1983
- Osminia donahueorum Duckworth & Eichlin, 1983
- Osminia exigua Eichlin, 1998
- Osminia fenusaeformis (Herrich-Schäffer, 1852)
- Osminia ferruginea Le Cerf, 1917
- Osminia fisheri Eichlin, 1987
- Osminia gorodinskii (Gorbunov & Arita, 2001)
- Osminia heitzmani Eichlin, 1998
- Osminia namibiana Kallies, 2004
- Osminia phalarocera Duckworth & Eichlin, 1983
- Osminia rubrialvus Eichlin, 1998
- Osminia ruficornis (Edwards, 1881)
- Palmia praecedens (Edwards, 1883)
- Paradoxecia chura Arita, Kimura & Owada, 2009
- Paradoxecia dizona (Hampson, 1919)
- Paradoxecia fukiensis Gorbunov & Arita, 1997
- Paradoxecia gravis (Walker, 1865)
- Paradoxecia karubei Kallies & Arita, 2001
- Paradoxecia luteocincta Kallies & Arita, 2001
- Paradoxecia myrmekomorpha (Bryk, 1947)
- Paradoxecia pieli Lieu, 1935
- Paradoxecia radiata Kallies, 2002
- Paradoxecia similis Arita & Gorbunov, 2001
- Paradoxecia taiwana Arita & Gorbunov, 2001
- Paradoxecia tristis Kallies & Arita, 2001
- Paradoxecia vietnamica Gorbunov & Arita, 1997
- Paranthrene actinidiae Yang & Wang, 1989
- Paranthrene affinis Rothschild, 1911
- Paranthrene anthrax Le Cerf, 1916
- Paranthrene asilipennis (Boisduval in Guerin-Meneville, 1832)
- Paranthrene aureoviridis Petersen, 2001
- Paranthrene auricollum (Hampson, 1893)
- Paranthrene aurifera Hampson, 1919
- Paranthrene callipleura (Meyrick, 1932)
- Paranthrene cambodialis (Walker, 1865)
- Paranthrene chalcochlora Hampson, 1919
- Paranthrene chrysochloris (Hampson, 1897)
- Paranthrene cupreivitta (Hampson, 1893)
- Paranthrene cyanogama Meyrick, 1930
- Paranthrene cyanopis Durrant, 1915
- Paranthrene diaphana Dalla Torre & Strand, 1925
- Paranthrene dohertyi (Rothschild, 1911)
- Paranthrene dolens (Druce, 1899)
- Paranthrene dollii (Neumoegen, 1894)
- Paranthrene dominiki Fischer, 2006
- Paranthrene dukei Bartsch, 2008
- Paranthrene fenestrata Barnes & Lindsey, 1922
- Paranthrene flammans (Hampson, 1893)
- Paranthrene gracilis (Swinhoe, 1890)
- Paranthrene henrici Le Cerf, 1916
- Paranthrene hyalochrysa Diakonoff, 1954
- Paranthrene insolita Le Cerf, 1914
- Paranthrene javana Le Cerf, 1916
- Paranthrene karli Eichlin, 1989
- Paranthrene leucocera Hampson, 1919
- Paranthrene meeki (Druce, 1898)
- Paranthrene mesothyris Hampson, 1919
- Paranthrene metallica (Hampson, 1893)
- Paranthrene metaxantha Hampson, 1919
- Paranthrene microthyris Hampson, 1919
- Paranthrene minuta (Swinhoe, 1890)
- Paranthrene noblei (Swinhoe, 1890)
- Paranthrene oberthueri Le Cerf, 1916
- Paranthrene panorpaeformis (Boisduval, 1875)
- Paranthrene pellucida Greenfield & Karandinos, 1979
- Paranthrene poecilocephala Diakonoff, 1968
- Paranthrene porphyractis (Meyrick, 1937)
- Paranthrene propyria Hampson, 1919
- Paranthrene pulchripennis (Walker, 1862)
- Paranthrene robiniae (Edwards, 1880)
- Paranthrene rufifinis (Walker, 1862)
- Paranthrene rufocorpus Eichlin, 1989
- Paranthrene sesiiformis Moore, 1858
- Paranthrene simulans (Grote, 1881)
- Paranthrene tabaniformis (Rottemburg, 1775)
- Paranthrene thalassina Hampson, 1919
- Paranthrene tristis Le Cerf, 1917
- Paranthrene xanthosoma (Hampson, 1910)
- Paranthrene zoneiventris Le Cerf, 1916
- Paranthrene zygophora Hampson, 1919
- Paranthrenella albipuncta Gorbunov & Arita, 2000
- Paranthrenella formosicola (Strand, 1916)
- Paranthrenella koshiensis Gorbunov & Arita, 1999
- Paranthrenella similis Gorbunov & Arita, 2000
- Paranthrenopsis editha (Butler, 1878)
- Paranthrenopsis flavitaenia Wang & Yang, 2002
- Paranthrenopsis flaviventris Kallies & Arita, 2001
- Paranthrenopsis polishana (Strand, 1916)
- Paranthrenopsis siniaevi Gorbunov & Arita, 2000
- Paranthrenopsis taiwanella (Matsumura, 1931)
- Pedalonina semimarginata Gaede, 1929
- Pennisetia bohemica Králícek & Povolný, 1974
- Pennisetia contracta (Walker, 1856)
- Pennisetia eucheripennis (Boisduval, 1875)
- Pennisetia fixseni (Leech, 1889)
- Pennisetia fujianensis Wang & Yang, 2002
- Pennisetia hylaeiformis (Laspeyres, 1801)
- Pennisetia insulicola Arita, 1992
- Pennisetia kumaoides Arita & Gorbunov, 2001
- Pennisetia marginata (Harris, 1839)
- Pennisetia pectinata (Staudinger, 1887)
- Pennisetia unicingulata Arita & Gorbunov, 2001
- Penstemonia clarkei Engelhardt, 1946
- Penstemonia dammersi Engelhardt, 1946
- Penstemonia edwardsii (Beutenmüller, 1894)
- Penstemonia hennei Engelhardt, 1946
- Penstemonia pappi Eichlin, 1987
- Phlogothauma scintillans Butler, 1882
- Podosesia aureocincta Purrington & Nielsen, 1977
- Podosesia surodes Hampson, 1919
- Podosesia syringae (Harris, 1839)
- Pramila atkinsoni Moore, 1879
- Proaegeria vouauxi Le Cerf, 1916
- Pseudalcathoe aspetura Meyrick, 1932
- Pseudalcathoe chatanayi Le Cerf, 1916
- Pseudomelittia andraenipennis (Walker, 1856)
- Pseudomelittia berlandi Le Cerf, 1917
- Pseudomelittia cingulata Gaede, 1929
- Pseudosesia albifrons (Hampson, 1919)
- Pseudosesia caeruleimicans (Hampson, 1893)
- Pseudosesia canarensis (Hampson, 1919)
- Pseudosesia charlesi (Le Cerf, 1916)
- Pseudosesia croconeura (Meyrick, 1926)
- Pseudosesia flavifrons (Hampson, 1919)
- Pseudosesia grotei Moore, 1879
- Pseudosesia insularis Felder, 1861
- Pseudosesia isozona (Meyrick, 1887)
- Pseudosesia limpida (Le Cerf, 1916)
- Pseudosesia oberthueri (Le Cerf, 1916)
- Pseudosesia opalescens (Hampson, 1919)
- Pseudosesia pentazonata (Hampson, 1919)
- Pseudosesia productalis (Walker, 1865)
- Pseudosesia rangoonensis (Swinhoe, 1890)
- Pseudosesia zoniota (Turner, 1922)
- Pyranthrene flammans Hampson, 1919
- Pyrophleps cruentata (Swinhoe, 1896)
- Pyrophleps cucphuonganae Arita & Gorbunov, 2000
- Pyrophleps haematochrodes (Le Cerf, 1912)
- Pyrophleps nigripennis Arita & Gorbunov, 2000
- Pyrophleps ruficrista (Rothschild, 1912)
- Pyrophleps vitripennis Arita & Gorbunov, 2000
- Pyropteron (Pyropteron) biedermanni Le Cerf, 1925
- Pyropteron (Pyropteron) ceriaeforme (Lucas, 1849)
- Pyropteron (Pyropteron) chrysidiforme (Esper, 1782)
- Pyropteron (Pyropteron) doryliforme (Ochsenheimer, 1808)
- Pyropteron (Pyropteron) minianiforme (Freyer, 1843)
- Pyropteron (Synansphecia) affine (Staudinger, 1856)
- Pyropteron (Synansphecia) aistleitneri (Špatenka, 1992)
- Pyropteron (Synansphecia) atlantis (Schwingenschuss, 1935)
- Pyropteron (Synansphecia) atypicum Kallies & Špatenka, 2003
- Pyropteron (Synansphecia) borreyi (Le Cerf, 1922)
- Pyropteron (Synansphecia) cirgisum (Bartel, 1912)
- Pyropteron (Synansphecia) hera (Špatenka, 1997)
- Pyropteron (Synansphecia) hispanicum (Kallies, 1999)
- Pyropteron (Synansphecia) kautzi (Reisser, 1930)
- Pyropteron (Synansphecia) koschwitzi (Špatenka, 1992)
- Pyropteron (Synansphecia) koshantschikovi (Püngeler, 1914)
- Pyropteron (Synansphecia) leucomelaena (Zeller, 1847)
- Pyropteron (Synansphecia) mannii (Lederer, 1853)
- Pyropteron (Synansphecia) maroccanum (Kallies, 1999)
- Pyropteron (Synansphecia) meriaeforme (Boisduval, 1840)
- Pyropteron (Synansphecia) muscaeforme (Esper, 1783)
- Pyropteron (Synansphecia) triannuliforme (Freyer, 1842)
- Pyropteron (Synansphecia) umbriferum (Staudinger, 1871)
- Ravitria aurifasciata (Gorbunov & Arita, 1995)
- Ravitria confusa (Gorbunov & Arita, 2000)
- Ravitria pyrosema (Hampson, 1919)
- Ravitria sotchivkoi (Gorbunov & Arita, 1999)
- Ravitria yunnanensis Gorbunov & Arita, 2001
- Rectala asyliformis Bryk, 1947
- Rectala magnifica Kallies & Arita, 2001
- Rodolphia hombergi Le Cerf, 1911
- Rubukona cuprescens (Hampson, 1919)
- Rubukona svetlanae Fischer, 2007
- Sannina uroceriformis Walker, 1856
- Schimia flava (Moore, 1879)
- Schimia flavipennis Gorbunov & Arita, 1999
- Schimia tanakai Gorbunov & Arita, 2000
- Scoliokona heptapora Kallies & Arita, 1998
- Scoliokona hyalina Arita & Gorbunov, 2003
- Scoliokona kalliesi Arita & Riefenstahl, 2004
- Scoliokona tetrapora (Diakonoff, 1968)
- Sesia apiformis (Clerck, 1759)
- Sesia bembeciformis (Hübner, 1803)
- Sesia flavicollis (Hampson, 1893)
- Sesia gloriosa (Le Cerf, 1914)
- Sesia himachalensis Kallies & de Freina, 2009
- Sesia huaxica Xu, 1995
- Sesia ignicollis (Hampson, 1893)
- Sesia ladakhensis Špatenka, 1990
- Sesia nirdhoji Petersen & Lingenhöle, 1998
- Sesia oberthueri (Le Cerf, 1914)
- Sesia ommatiaeformis (Moore, 1891)
- Sesia przewalskii (Alpheraky, 1882)
- Sesia ruficollis Petersen & Lingenhöle, 1998
- Sesia siningensis (Hsu, 1981)
- Sesia solitera Špatenka & Arita, 1992
- Sesia spartani Eichlin & Taft, 1988
- Sesia tibetensis Arita & Xu, 1994
- Sesia tibialis (Harris, 1839)
- Sesia timur (Grum-Grshimailo, 1893)
- Sesia yezoensis (Hampson, 1919)
- Similipepsis aurea Gaede, 1929
- Similipepsis bicingulata Gorbunov & Arita, 1995
- Similipepsis ekisi Wang, 1984
- Similipepsis eumenidiformis Bartsch, 2008
- Similipepsis helicella Kallies & Arita, 2001
- Similipepsis lasiocera Hampson, 1919
- Similipepsis maromizaensis Bartsch, 2008
- Similipepsis osuni Bakowski & Kallies, 2008
- Similipepsis taiwanensis (Arita & Gorbunov, 2001)
- Similipepsis takizawai Arita & Špatenka, 1989
- Similipepsis typica (Strand, 1913)
- Similipepsis violacea Le Cerf, 1911
- Similipepsis yunnanensis Špatenka & Arita, 1992
- Sincara eumeniformis Walker, 1856
- Sophona albibasilaris Eichlin, 1986
- Sophona canzona Eichlin, 1986
- Sophona ceropaliformis (Walker, 1856)
- Sophona cyanomyia (Meyrick, 1930)
- Sophona ezodda Eichlin, 1986
- Sophona flavizonata Zukowsky, 1937
- Sophona fusca Eichlin, 1986
- Sophona galba Eichlin, 1986
- Sophona gilvifasciata Eichlin, 1986
- Sophona greenfieldi Eichlin, 1986
- Sophona halictipennis Walker, 1856
- Sophona hoffmanni Eichlin, 1986
- Sophona hondurasensis Eichlin, 1986
- Sophona lemoulti (Le Cerf, 1917)
- Sophona leucoteles (Clarke, 1962)
- Sophona ludtkei Eichlin, 1986
- Sophona manoba (Druce, 1889)
- Sophona panzona Eichlin, 1986
- Sophona pedipennula Kallies & Riefenstahl, 1999
- Sophona piperi Kallies & Riefenstahl, 1999
- Sophona snellingi Eichlin, 1986
- Sophona tabogana (Druce, 1883)
- Sophona xanthocera Eichlin, 1986
- Sophona xanthotarsis Eichlin, 1986
- Sophona yucatanensis Eichlin, 1986
- Sophona zukowskyi Eichlin, 1986
- Sphecodoptera difficilis (Kallies & Arita, 2004)
- Sphecodoptera okinawana Matsumura, 1931
- Sphecodoptera repanda (Walker, 1856)
- Sphecodoptera rhynchioides (Butler, 1881)
- Sphecodoptera scribai (Bartel, 1912)
- Sphecodoptera sheni (Arita & Xu, 1994)
- Sphecodoptera taikanensis (Matsumura, 1931)
- Sphecodoptera tenuimarginata (Hampson, 1893)
- Sphecosesia ashinaga Kallies & Arita, 2004
- Sphecosesia aterea Hampson, 1919
- Sphecosesia bruneiensis Kallies, 2003
- Sphecosesia pedunculata Hampson, 1910
- Sphecosesia rhodites Kallies & Arita, 2004
- Sphecosesia vespiformis (Heppner, 2010)
- Stenosphecia columbica Le Cerf, 1917
- Sura chalybea Butler, 1876
- Sura cyanea Hampson, 1919
- Sura ellenbergeri (Le Cerf, 1917)
- Sura ignicauda (Hampson, 1893)
- Sura lampadura Meyrick, 1935
- Sura melanochalcia (Le Cerf, 1917)
- Sura phoenicia Hampson, 1919
- Sura pryeri Druce, 1882
- Sura pyrocera Hampson, 1919
- Sura ruficauda (Rothschild, 1911)
- Sura rufitibia Hampson, 1919
- Sura uncariae Schneider, 1940
- Sura xanthopyga (Hampson, 1919)
- Sura xylocopiformis Walker, 1856
- Synanthedon acerni (Clemens, 1860)
- Synanthedon acerrubri Engelhardt, 1925
- Synanthedon aequalis (Walker, 1865)
- Synanthedon aericincta (Meyrick, 1928)
- Synanthedon africana (Le Cerf, 1917)
- Synanthedon albicornis (Edwards, 1881)
- Synanthedon alenica (Strand, 1913)
- Synanthedon alleri (Engelhardt, 1946)
- Synanthedon andrenaeformis (Laspeyres, 1801)
- Synanthedon anisozona (Meyrick, 1918)
- Synanthedon apicalis (Walker, 1865)
- Synanthedon arctica (Beutenmüller, 1900)
- Synanthedon arizonensis (Beutenmüller, 1916)
- Synanthedon arkansasensis Duckworth & Eichlin, 1973
- Synanthedon astyarcha (Meyrick, 1930)
- Synanthedon aulograpta (Meyrick, 1934)
- Synanthedon aurania (Druce, 1899)
- Synanthedon auripes (Hampson, 1910)
- Synanthedon auriplena (Walker, 1865)
- Synanthedon auritincta (Wileman & South, 1918)
- Synanthedon bellatula Wang & Yang, 2002
- Synanthedon beutenmuelleri Heppner & Duckworth, 1981
- Synanthedon bibionipennis (Boisduval, 1869)
- Synanthedon bicingulata (Staudinger, 1887)
- Synanthedon bifenestrata Gaede, 1929
- Synanthedon bolteri (Edwards, 1883)
- Synanthedon bosqi Köhler, 1941
- Synanthedon caeruleifascia (Rothschild, 1911)
- Synanthedon calamis (Druce, 1899)
- Synanthedon canadensis Duckworth & Eichlin, 1973
- Synanthedon cardinalis (Dampf, 1930)
- Synanthedon castaneae (Busck, 1913)
- Synanthedon castanevora Yang & Wang, 1989
- Synanthedon caternaulti Strand, 1925
- Synanthedon caucasica Gorbunov, 1986
- Synanthedon cephiformis (Ochsenheimer, 1808)
- Synanthedon cerceriformis (Walker, 1856)
- Synanthedon ceres (Druce, 1883)
- Synanthedon cerskisi Gorbunov, 1994
- Synanthedon cerulipes (Hampson, 1900)
- Synanthedon chalybea (Walker, 1862)
- Synanthedon chlorothyris (Meyrick, 1935)
- Synanthedon chrysidipennis (Boisduval, 1869)
- Synanthedon chrysonympha (Meyrick, 1932)
- Synanthedon cinnamomumvora Wang & Yang, 2002
- Synanthedon cirrhozona Diakonoff, 1968
- Synanthedon citrura (Meyrick, 1927)
- Synanthedon clavicornis (Walker, 1865)
- Synanthedon codeti (Oberthür, 1881)
- Synanthedon colchidensis Špatenka & Gorbunov, 1992
- Synanthedon concavifascia Le Cerf, 1916
- Synanthedon conopiformis (Esper, 1782)
- Synanthedon cruciati Bettag & Bläsius, 2002
- Synanthedon cubana (Herrich-Schäffer, 1866)
- Synanthedon culiciformis (Linnaeus, 1758)
- Synanthedon cupreifascia (Miskin, 1892)
- Synanthedon cyanescens (Hampson, 1910)
- Synanthedon cyanospira (Meyrick, 1928)
- Synanthedon dasyproctos (Zukowsky, 1936)
- Synanthedon dasysceles Bradley, 1968
- Synanthedon decipiens (Edwards, 1881)
- Synanthedon dominicki Duckworth & Eichlin, 1973
- Synanthedon drucei Heppner & Duckworth, 1981
- Synanthedon dybowskii (Le Cerf, 1917)
- Synanthedon erythrogama (Meyrick, 1934)
- Synanthedon erythromma Hampson, 1919
- Synanthedon esperi Špatenka & Arita, 1992
- Synanthedon ethiopica (Hampson, 1919)
- Synanthedon exitiosa (Say, 1823)
- Synanthedon exochiformis (Walker, 1856)
- Synanthedon fatifera Hodges, 1963
- Synanthedon ferox (Meyrick, 1929)
- Synanthedon flavicaudata (Moore, 1887)
- Synanthedon flavicincta (Hampson, 1893)
- Synanthedon flavipalpis (Hampson, 1910)
- Synanthedon flavipalpus (Hampson, 1893)
- Synanthedon flavipectus (Hampson, 1910)
- Synanthedon flaviventris (Staudinger, 1883)
- Synanthedon flavostigma Zukowsky, 1936
- Synanthedon formicaeformis (Esper, 1783)
- Synanthedon fukuzumii Špatenka & Arita, 1992
- Synanthedon fulvipes (Harris, 1839)
- Synanthedon gabuna (Beutenmüller, 1899)
- Synanthedon geliformis (Walker, 1856)
- Synanthedon geranii Kallies, 1997
- Synanthedon glyptaeformis (Walker, 1856)
- Synanthedon gracilis (Hampson, 1910)
- Synanthedon guineabia (Strand, 1913)
- Synanthedon hadassa (Meyrick, 1932)
- Synanthedon haemorrhoidalis (Fabricius, 1775)
- Synanthedon haitangvora Yang, 1977
- Synanthedon halmyris (Druce, 1889)
- Synanthedon hector (Butler, 1878)
- Synanthedon heilongjiangana Zhang, 1987
- Synanthedon hela (Druce, 1889)
- Synanthedon helenis (Engelhardt, 1946)
- Synanthedon hemigymna Zukowsky, 1936
- Synanthedon hermione (Druce, 1889)
- Synanthedon hippolyte (Druce, 1889)
- Synanthedon hippophae Xu, 1997
- Synanthedon hongye Yang, 1977
- Synanthedon howqua (Moore, 1877)
- Synanthedon hunanensis Xu & Liu, 1992
- Synanthedon ignifera (Hampson, 1893)
- Synanthedon iris Le Cerf, 1916
- Synanthedon javana Le Cerf, 1916
- Synanthedon kathyae Duckworth & Eichlin, 1977
- Synanthedon kunmingensis Yang & Wang, 1989
- Synanthedon laticincta (Burmeister, 1878)
- Synanthedon laticivora (Meyrick, 1927)
- Synanthedon lecerfi Heppner & Duckworth, 1981
- Synanthedon lemoulti Le Cerf, 1917
- Synanthedon leptomorpha (Meyrick, 1931)
- Synanthedon leptosceles Bradley, 1968
- Synanthedon leucogaster (Hampson, 1919)
- Synanthedon loranthi (Králícek, 1966)
- Synanthedon maculiventris Le Cerf, 1916
- Synanthedon mardia (Druce, 1892)
- Synanthedon martenii Zukowsky, 1936
- Synanthedon martjanovi Sheljuzhko, 1918
- Synanthedon melliniformis (Laspeyres, 1801)
- Synanthedon mellinipennis (Boisduval, 1836)
- Synanthedon menglaensis Yang & Wang, 1989
- Synanthedon mercatrix (Meyrick, 1931)
- Synanthedon mesiaeformis (Herrich-Schäffer, 1846)
- Synanthedon mesochoriformis (Walker, 1856)
- Synanthedon minplebia Wang & Yang, 2002
- Synanthedon modesta (Butler, 1874)
- Synanthedon moganensis Yang & Wang, 1992
- Synanthedon monogama (Meyrick, 1932)
- Synanthedon monozona (Hampson, 1910)
- Synanthedon moupinicola Strand, 1925
- Synanthedon multitarsus Špatenka & Arita, 1992
- Synanthedon mushana (Matsumura, 1931)
- Synanthedon myopaeformis (Borkhausen, 1789)
- Synanthedon myrmosaepennis (Walker, 1856)
- Synanthedon nannion Bryk, 1953
- Synanthedon nautica (Meyrick, 1932)
- Synanthedon neotropica Heppner & Duckworth, 1981
- Synanthedon novaroensis (Edwards, 1881)
- Synanthedon nuba (Beutenmüller, 1899)
- Synanthedon nyanga (Beutenmüller, 1899)
- Synanthedon olenda (Beutenmüller, 1899)
- Synanthedon opiiformis (Walker, 1856)
- Synanthedon orientalis Heppner & Duckworth, 1981
- Synanthedon pamphyla Kallies, 2003
- Synanthedon pauper (Le Cerf, 1916)
- Synanthedon peltastiformis (Walker, 1856)
- Synanthedon peltata (Meyrick, 1932)
- Synanthedon pensilis (Swinhoe, 1892)
- Synanthedon peruviana (Rothschild, 1911)
- Synanthedon phaedrostoma (Meyrick, 1934)
- Synanthedon phasiaeformis (Felder, 1861)
- Synanthedon pictipes (Grote & Robinson, 1868)
- Synanthedon pini (Kellicott, 1881)
- Synanthedon pipiziformis (Lederer, 1855)
- Synanthedon plagiophleps Zukowsky, 1936
- Synanthedon platyuriformis (Walker, 1856)
- Synanthedon polaris (Staudinger, 1877)
- Synanthedon polygoni (Edwards, 1881)
- Synanthedon producta (Matsumura, 1931)
- Synanthedon proserpina (Druce, 1883)
- Synanthedon proxima (Edwards, 1881)
- Synanthedon pseudoscoliaeformis Špatenka & Arita, 1992
- Synanthedon pulchripennis (Walker, 1865)
- Synanthedon pyrethra (Hampson, 1910)
- Synanthedon pyri (Harris, 1830)
- Synanthedon pyrodisca (Hampson, 1910)
- Synanthedon quercus (Matsumura, 1911)
- Synanthedon refulgens (Edwards, 1881)
- Synanthedon resplendens (Edwards, 1881)
- Synanthedon rhodia (Druce, 1899)
- Synanthedon rhododendri (Beutenmüller, 1909)
- Synanthedon rhodothictis (Meyrick, 1918)
- Synanthedon rhyssaeformis (Walker, 1856)
- Synanthedon richardsi (Engelhardt, 1946)
- Synanthedon rileyana (Edwards, 1881)
- Synanthedon romani Bryk, 1953
- Synanthedon rubiana Kallies, Petersen & Riefenstahl, 1998
- Synanthedon rubripalpis (Meyrick, 1932)
- Synanthedon rubripicta Hampson, 1919
- Synanthedon rubrofascia (Edwards, 1881)
- Synanthedon santanna (Kaye, 1925)
- Synanthedon sapygaeformis (Walker, 1856)
- Synanthedon sassafras Xu, 1997
- Synanthedon saxifragae (Edwards, 1881)
- Synanthedon scarabitis (Meyrick, 1921)
- Synanthedon sciophilaeformis (Walker, 1856)
- Synanthedon scitula (Harris, 1839)
- Synanthedon scoliaeformis (Borkhausen, 1789)
- Synanthedon scythropa Zukowsky, 1936
- Synanthedon sellustiformis (Druce, 1883)
- Synanthedon sequoiae (Edwards, 1881)
- Synanthedon serica (Alpheraky, 1882)
- Synanthedon sigmoidea (Beutenmüller, 1897)
- Synanthedon simois (Druce, 1899)
- Synanthedon sodalis Püngeler, 1912
- Synanthedon soffneri Špatenka, 1983
- Synanthedon spatenkai Gorbunov, 1991
- Synanthedon spheciformis (Denis & Schiffermüller, 1775)
- Synanthedon sphenodes Diakonoff, 1968
- Synanthedon spuleri (Fuchs, 1908)
- Synanthedon squamata (Gaede, 1929)
- Synanthedon stenothyris (Meyrick, 1933)
- Synanthedon stomoxiformis (Hübner, 1790)
- Synanthedon subaurata Le Cerf, 1916
- Synanthedon syriaca Špatenka, 2001
- Synanthedon talischensis (Bartel, 1906)
- Synanthedon tenuis (Butler, 1878)
- Synanthedon tenuiventris Le Cerf, 1916
- Synanthedon tetranoma (Meyrick, 1932)
- Synanthedon theryi Le Cerf, 1916
- Synanthedon tipuliformis (Clerck, 1759)
- Synanthedon tosevskii Špatenka, 1987
- Synanthedon trithyris (Meyrick, 1926)
- Synanthedon tryphoniformis (Walker, 1856)
- Synanthedon ulmicola Yang & Wang, 1989
- Synanthedon unocingulata Bartel, 1912
- Synanthedon uralensis (Bartel, 1906)
- Synanthedon uranauges (Meyrick, 1926)
- Synanthedon velox (Fixsen, 1887)
- Synanthedon ventralis (Druce, 1911)
- Synanthedon versicolor Le Cerf, 1916
- Synanthedon vespiformis (Linnaeus, 1761)
- Synanthedon viburni Engelhardt, 1925
- Synanthedon xanthonympha (Meyrick, 1921)
- Synanthedon xanthopyga (Aurivillius, 1905)
- Synanthedon xanthosoma (Hampson, 1893)
- Synanthedon xanthozonata (Hampson, 1895)
- Synanthedon yanoi Špatenka & Arita, 1992
- Taikona matsumurai Arita & Gorbunov, 2001
- Tarsotinthia albogastra Arita & Gorbunov, 2003
- Teinotarsina flavicincta (Arita & Gorbunov, 2002)
- Teinotarsina litchivora (Yang & Wang, 1989)
- Teinotarsina longipes (Felder, 1861)
- Teinotarsina longitarsa Arita & Gorbunov, 2002
- Teinotarsina lushanensis (Xu & Liu, 1999)
- Teinotarsina luteopoda Kallies & Arita, 2004
- Teinotarsina melanostoma (Diakonoff, 1968)
- Teinotarsina micans (Diakonoff, 1968)
- Teinotarsina nonggangensis (Yang & Wang, 1989)
- Teinotarsina rubripes (Pagenstecher, 1900)
- Thyranthrene adumbrata Bartsch, 2008
- Thyranthrene albicincta (Hampson, 1919)
- Thyranthrene capensis de Freina, 2011
- Thyranthrene metazonata Hampson, 1919
- Thyranthrene obliquizona (Hampson, 1910)
- Thyranthrene pyrophora (Hampson, 1919)
- Thyranthrene xhosarum de Freina, 2011
- Tinthia beijingana Yang, 1977
- Tinthia cuprealis (Moore, 1877)
- Tinthia mianjangalica Laštuvka, 1997
- Tinthia ruficollaris (Pagenstecher, 1900)
- Tinthia varipes Walker, 1865
- Tinthia xanthospila Hampson, 1919
- Tipulamima aristura (Meyrick, 1931)
- Tipulamima auronitens (Le Cerf, 1913)
- Tipulamima festiva (Beutenmüller, 1899)
- Tipulamima flammipes (Hampson, 1910)
- Tipulamima flavifrons Holland, 1893
- Tipulamima grandidieri (Le Cerf, 1917)
- Tipulamima haugi (Le Cerf, 1917)
- Tipulamima hypocalla Le Cerf, 1937
- Tipulamima ivondro Viette, 1955
- Tipulamima malimba (Beutenmüller, 1899)
- Tipulamima nigriceps Hampson, 1919
- Tipulamima opalimargo (Le Cerf, 1913)
- Tipulamima pedunculata (Hampson, 1910)
- Tipulamima pyrosoma Hampson, 1919
- Tipulamima sexualis (Hampson, 1910)
- Tipulamima seyrigi Viette, 1955
- Tipulamima sophax (Druce, 1899)
- Tipulamima sylvestralis (Viette, 1955)
- Tipulamima tricincta (Le Cerf, 1916)
- Tipulamima xanthopimplaeformis (Viette, 1955)
- Tirista argentifrons Walker, 1865
- Tirista praxila Druce, 1896
- Toleria abiaeformis Walker, 1865
- Toleria ilana Arita & Gorbunov, 2001
- Tradescanticola yildizae Kocak, 1983
- Trichocerota alectra (Arita & Gorbunov, 1995)
- Trichocerota antigama Meyrick, 1926
- Trichocerota brachythyra Hampson, 1919
- Trichocerota cupreipennis (Walker, 1865)
- Trichocerota diplotima Meyrick, 1926
- Trichocerota formosana Arita & Gorbunov, 2002
- Trichocerota fulvistriga Hampson, 1919
- Trichocerota intervenata Hampson, 1919
- Trichocerota melli Kallies & Arita, 2001
- Trichocerota proxima Le Cerf, 1916
- Trichocerota radians Hampson, 1919
- Trichocerota rubripectus (Xu & Liu, 1993)
- Trichocerota ruficincta Hampson, 1893
- Trichocerota spilogastra (Le Cerf, 1916)
- Trichocerota tianpingensis (Xu & Liu, 1993)
- Trichocerota univitta Hampson, 1900
- Trilochana caseariae Yang & Wang, 1989
- Trilochana chalciptera Hampson, 1919
- Trilochana illustris Kallies & Arita, 1998
- Trilochana insignis (Butler, 1885)
- Trilochana nagaii Arita & Kallies, 2003
- Trilochana oberthueri Le Cerf, 1917
- Trilochana scolioides Moore, 1879
- Trilochana smaragdina Diakonoff, 1954
- Trilochana triscoliopsis Rothschild, 1925
- Tyrictaca apicalis Walker, 1862
- Uncothedon aurifera (Hampson, 1919)
- Uncothedon nepalensis (Arita & Gorbunov, 1995)
- Uncothedon pentazona (Meyrick, 1918)
- Uranothyris pterotarsa Meyrick, 1933
- Vespanthedon cerceris Le Cerf, 1917
- Vitacea admiranda (Edwards, 1882)
- Vitacea cupressi (Edwards, 1881)
- Vitacea polistiformis (Harris, 1854)
- Vitacea scepsiformis (Edwards, 1881)
- Weismanniola agdistiformis (Staudinger, 1866)
- Xenoses macropus Durrant, 1924
- Zenodoxus canescens Edwards, 1881
- Zenodoxus heucherae Edwards, 1881
- Zenodoxus maculipes Grote & Robinson, 1868
- Zenodoxus mexicanus Beutenmüller, 1897
- Zenodoxus palmii (Neumoegen, 1891)
- Zenodoxus rubens Engelhardt, 1946
- Zenodoxus sidalceae Engelhardt, 1946
- Zhuosesia zhuoxiana Yang, 1977